# Olegário Mariano
Olegário Mariano Carneiro da Cunha (Recife, 24 de março de 1889 — Rio de Janeiro, 28 de novembro de 1958) foi um poeta, político e diplomata brasileiro. Era primo do poeta Manuel Bandeira (1886-1968)

## Biografia
Olegário Mariano era filho de José Mariano Carneiro da Cunha e de sua esposa, Olegária da Costa Gama, ambos heróis pernambucanos da Abolição e da República.
Foi inspetor do ensino secundário e censor de teatro. Em 1918 foi representante do Brasil na Missão Melo Franco, como secretário de embaixada na Bolívia. Foi deputado à Assembleia Constituinte de 1934. Em 1937 ocupou uma cadeira na Câmara dos Deputados, depois foi ministro plenipotenciário nos Centenários de Portugal, em 1940; delegado da Academia Brasileira de Letras na Conferência Interacadêmica de Lisboa para o Acordo Ortográfico de 1945; embaixador do Brasil em Portugal entre 1953 e 1954. Exerceu o cargo de oficial do 4.° Ofício de Registro de Imóveis, no Rio de Janeiro, tendo sido antes tabelião de notas.
Em 1938, em concurso promovido pela revista Fon-Fon, foi eleito Príncipe dos Poetas Brasileiros, em substituição a Alberto de Oliveira, detentor do título depois da morte de Olavo Bilac, o primeiro a obtê-lo. Nas revistas Careta e Para Todos, escrevia sob o pseudônimo de João da Avenida, uma seção de crônicas mundanas em versos humorísticos. Ficou conhecido como "o poeta das cigarras", por causa de um de seus temas prediletos.

## Obras
- Angelus (1911)[4]
- Sonetos (1921)

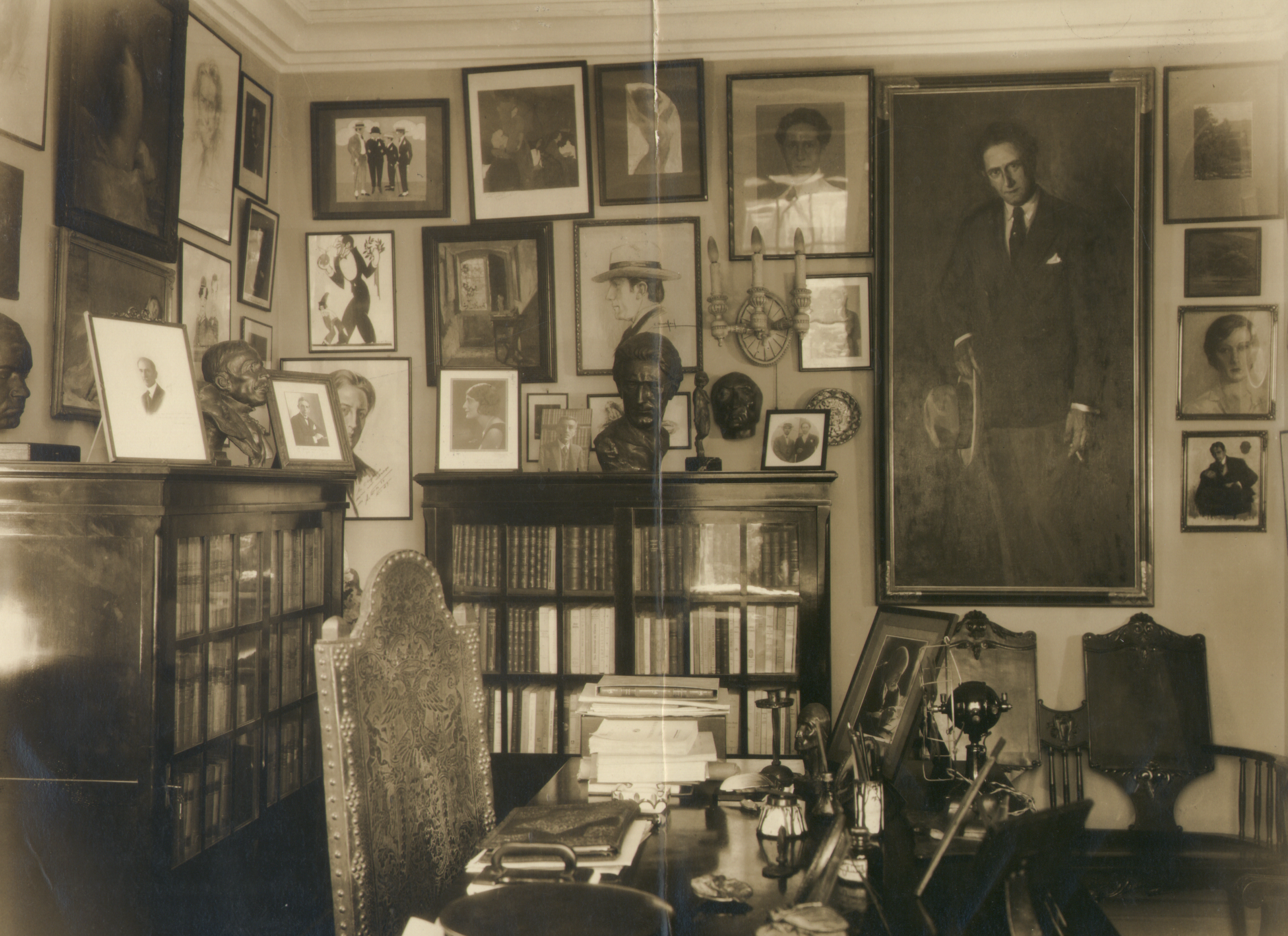
Gabinete de Olegário Mariano.

- Evangelho da sombra e do silêncio (1913)
- Água corrente, com uma carta prefácio de Olavo Bilac (1917)
- Últimas Cigarras (1915)
- Castelos na areia (1922)
- Cidade Maravilhosa (1922)
- Bataclan, crônicas em verso (1927)
- Canto da minha terra (1931)
- Destino (1931)
- Poemas de amor e de saudade (1932)
- Teatro (1932)
- Antologia de tradutores (1932)
- Poesias escolhidas (1932)
- O amor na poesia brasileira (1933)
- Vida Caixa de brinquedos, crônicas em verso (1933)
- O enamorado da vida, com prefácio de Júlio Dantas (1937)
- Abolição da escravatura e os homens do norte, conferência (1939)
- Em louvor da língua portuguesa (1940)
- A vida que já vivi, memórias (1945)
- Quando vem baixando o crepúsculo (1945)
- Cantigas de encurtar caminho (1949)
- Tangará conta histórias, poesia infantil (1953)
- Toda uma vida de poesia, 2 vols. (1957)

## Academia Brasileira de Letras
Foi eleito em 23 de dezembro de 1926 para a cadeira 21 da Academia Brasileira de Letras.

## Condecorações
- Comendador da Ordem Militar de Sant'Iago da Espada de Portugal (28 de março de 1935)
- Grande-Oficial da Ordem Militar de Cristo de Portugal (5 de agosto de 1940)
- Grande-Oficial da Ordem Militar de Sant'Iago da Espada de Portugal (24 de agosto de 1945)[5]